# Springfield Model 1861
O Springfield Model 1861 foi um mosquete estriado do tipo Minié usado pelo Exército dos Estados Unidos e também pelos Fuzileiros Navais durante a Guerra Civil Americana. Comumente chamado de "Springfield" (devido ao local de produção, Springfield, Massachusetts, ele foi o armamento mais largamente utilizado pelo Exército durante a Guerra Civil, devido ao seu alcance, precisão e confiabilidade.

## Visão geral
O cano do Springfield Model 1861 tinha 40,0 in (1 020 mm) de comprimento, o seu comprimento total era de 58,5 in (1 490 mm), e disparava uma bala Minié de 500 grãos (32,4 gramas) no calibre .58, sendo o seu peso total com a baioneta de 18 in (457 mm) de 9,75 lb (4,42 kg).
O Springfield 1861 tinha um alcance efetivo geral de 200 a 300 jardas (183-274 m), mas podia atingir com segurança alvos do tamanho de um homem a 500 jardas (457 m) quando usado por "marksmans", e usava espoletas de percussão para disparar (em vez de pederneiras do século XVIII; o último mosquete de pederneira dos Estados Unidos foi o Model 1840). Tropas bem treinadas foram capazes de disparar a uma taxa de três tiros por minuto, mantendo a precisão de até 500 metros, embora as distâncias de tiro na guerra fossem frequentemente muito mais curtas. A diferença mais notável entre o Model 1861 e o anterior, Model 1855 foi a substituição da espoleta de fita Maynard (pouco confiável em clima úmido, além de caro e demorado para produzir) por espoletas de percussão. Além disso, ao contrário do Modelo 1855, o Modelo 1861 nunca foi produzido em uma configuração de "rifle de duas bandas" ("two-banded rifle", versão mais curta que precisava de apenas duas cintas metálicas para prender o cano à coronha).
O Springfield 1861 foi construído usando miras do tipo "flip-up leaf". A mira tinha duas abas ou "folhas" que podiam ser pivotadas para cima ou para baixo, uma para 300 jardas (274 metros) e outra para 500 jardas (457 metros) e, com as duas "folhas" abaixadas, a mira ficava ajustada para um alcance de 100 jardas (91,4 metros). Em contraste, com o Britânico Pattern 1853 Enfield, preferido pelos confederados, que utilizava uma mira mais sofisticada em rampa com incrementos de cem jardas, ajustavel de 100 jardas (91,4 metros) 100 a 400 jardas (366 metros) e uma rampa "flip-up" sobreposta para alcances acima de 500 jardas (457 metros). Enquanto as miras do do Enfield permitiam configurações de alcance mais finas, as abas simples do Springfield eram mais resistentes e mais baratas para produzir. A mira do Enfield estendeu-se para 900 jardas (823 metros) (e mais além, em modelos posteriores), em comparação com o alcance máximo de 500 jardas da mira do Springfield. Porém, na realidade, acertar qualquer coisa além de 600 jardas (549 metros) com qualquer uma das armas era principalmente uma questão de sorte. Embora os projetos das mira fossem muito diferentes, as duas armas eram muito semelhantes e tinham alcance efetivo muito parecido.

### Produção
O Springfield 1861 custava 20 dólares cada no Springfield Armory, onde foi feito oficialmente; incluindo a baioneta de encaixe triangular, a vareta de carregamento e outros apetrechos, havia 84 peças no Springfield 1861, sendo seu custo de produção US$ 14,93. Todas as peças eram intercambiáveis, uma novidade na época.

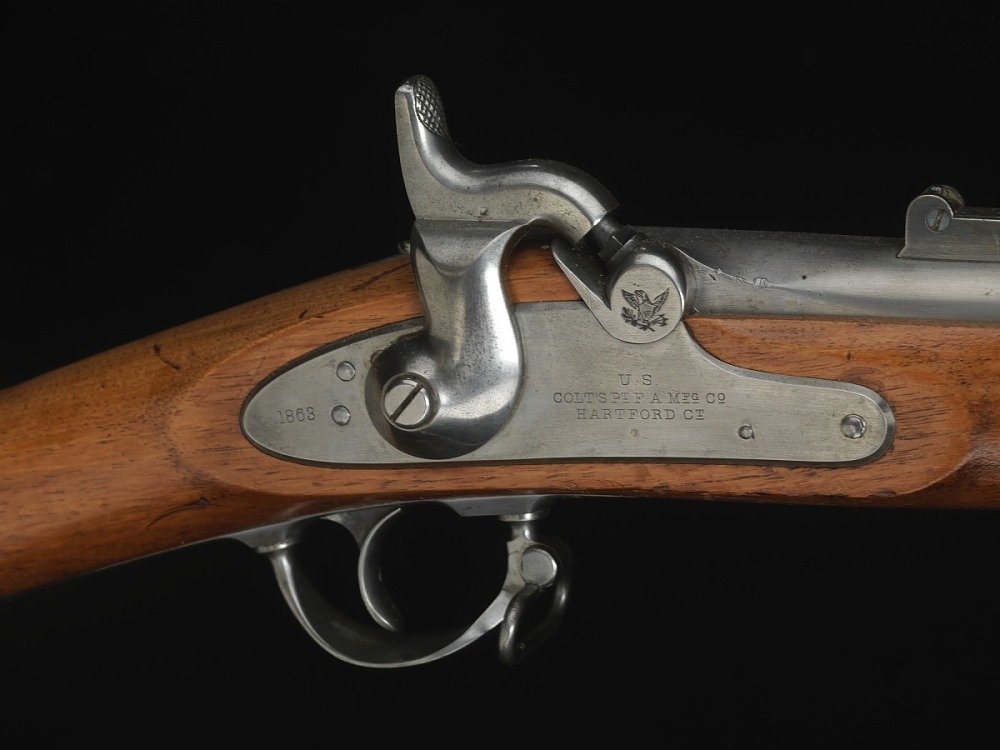
Detalhe do mecanismo de ação do Colt Model 1861 Special Musket.

Pressionado pela demanda, o arsenal abriu seus direitos sobre esse padrão de armas para vinte fabricantes privados. O produtor mais notável do modelo contratado de Springfields 1861' foi a Colt, que fez várias pequenas alterações de design em sua versão, o "Colt Model 1861 Special Musket". Essas mudanças incluíram tiras para prender o cano redesenhadas, um novo cão e um estojo ("bolster") para o "ouvido" da espoleta redesenhado. Várias dessas mudanças foram eventualmente adotadas pelo Departamento de Artilharia e incorporadas ao Springfield Model 1863.

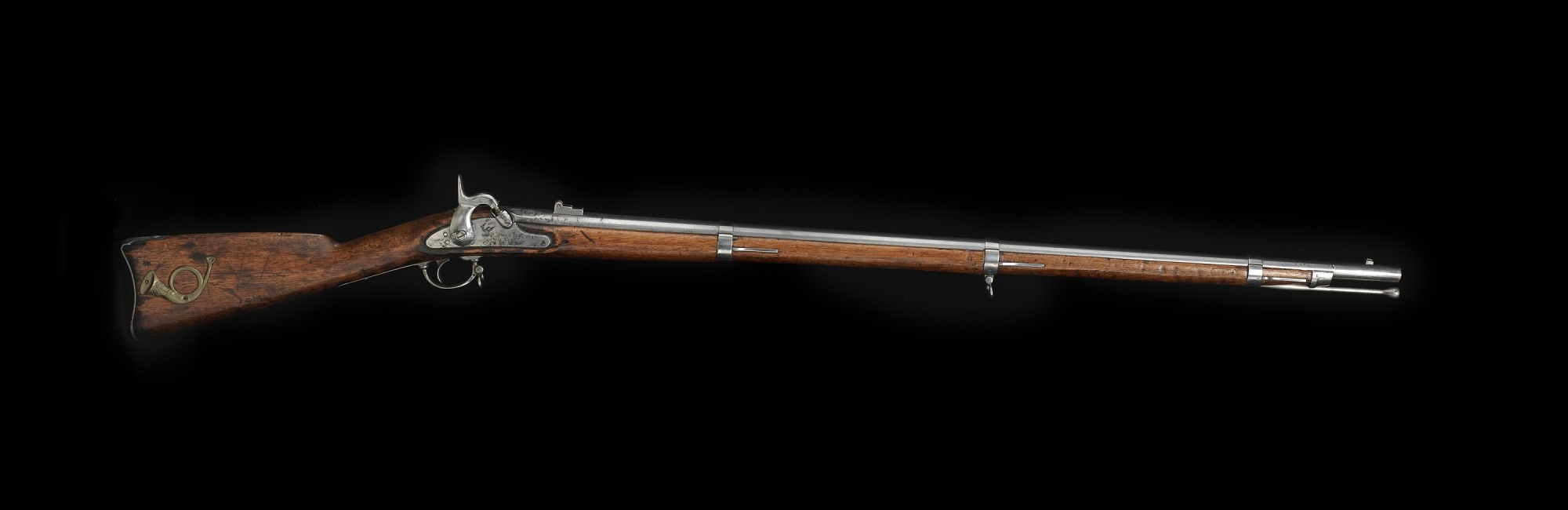
O Springfield Model 1861 de campo.

Mais de um milhão de unidades do Springfield Model 1861 foram produzidas, com o Arsenal Springfield, aumentando sua produção durante a guerra, contratando vinte outras firmas na União. O número de mosquetes Model 1861 produzidos apenas pelo Arsenal Springfield, foi de 265.129 entre 1 de janeiro de 1861 e 31 de dezembro de 1863.

## Histórico
O Springfield 1861 era relativamente escasso nos primeiros anos da Guerra Civil (muitas tropas ainda usavam os mosquetes com cano de alma lisa o Model 1842 e os mosquetes Model 1816/1822 convertidos para acionamento por espoletas de percussão, ambos no calibre .69). É improvável que algum deles estivesse disponível para uso na Primeira Batalha de Bull Run. No entanto, com o tempo, mais e mais regimentos começaram a receber os mosquetes estriados Model 1861, embora essa atualização parecesse um pouco mais rápida no Teatro de Operações Oriental.
O Springfield 1861 foi certamente um passo à frente no design de armas portáteis dos EUA, sendo a primeira arma de ombro de alma estriada a ser produzida em uma escala tão grande (relativamente poucos mosquetes estriados Model 1855 foram produzidos, e o rifle Harpers Ferry Model 1803 foi, e é, genuinamente raro). No entanto, alguns historiadores argumentam que seu impacto na Guerra Civil Americana foi exagerado. Embora mais preciso nas mãos de um atirador experiente, a precisão do mosquete estriado muitas vezes se perdia nas mãos de recrutas que recebiam apenas um treinamento de tiro limitado (a ênfase estava na velocidade de tiro). Além disso, a maioria dos tiroteios da Guerra Civil foi travada em um alcance relativamente próximo usando táticas de fogo em massa, minimizando o efeito da precisão de longo alcance do novo rifle. Por último, a bala calibre .58, quando disparada, seguia uma trajetória parabólica elevada. Como resultado, muitos soldados inexperientes que não ajustaram sua mira atirariam sobre a cabeça de seus inimigos em combate. Existem numerosos relatos de que isso aconteceu nas primeiras batalhas da guerra. Com isso em mente, os soldados geralmente eram instruídos a mirar baixo. Devido à largura da mira frontal no "Model 1861 Special", a única baioneta que caberia era a baioneta fabricada pela Collins.
O Springfield 1861 foi sucedido pelo Springfield Model 1863, que era uma versão ligeiramente melhorada do Model 1861.
Com a introdução de cartuchos metálicos modernos após a guerra, o Springfield 1861 serviu como ponto de partida para vários rifles por retrocarga, a maioria dos quais foram conversões do Springfield 1861, culminando no Springfield Model 1873 que serviria durante as Guerras Indígenas e todas as ações militares dos EUA até o final do século XIX.
| O Springfield Model 1861 original de campo · O Springfield Model 1861 original de campo |  | Close do mecanismo de ação do Springfield Model 1861. |

## Uso atual
O Springfield Model 1861 é muito popular hoje entre os reencenadores e colecionadores da Guerra Civil por sua precisão, confiabilidade e valor histórico. Springfields antigos originais são caros, então empresas como Davide Pedersoli & C., Traditions Firearms, Chiappa e Euro Arms fazem reproduções modernas a preços muito mais acessíveis.